# سيلفان شارل فالي
سيلفان تشارلز فالي (بالفرنسية: Sylvain Charles Valée)‏ ولد في 17 ديسمبر 1773 في برين لو شاتو ( أوب ) وتوفي 15 أوت 1846 في باريس  ، هو جنرال فرنسي للإمبراطورية الأولى، قلده نابليون ، الحاكم العام للجزائر من 1837 إلى 1840 ، ويرفع إلى مستوى كرامات الأقران والمارشال في فرنسا .

## سيرة
يتيم في سنواته الأولى، تم تعيينه طالبًا للملك في مدرسة برين العسكرية في سن الثامنة . و كان متواجد في المدرسة العسكرية في الوقت نفسه مع نابليون بونابرت ، الذي كان يكبره بأربع سنوات حينها، لكن هذا لن يلعب أي دور معين بعد ذلك.

### الثورة الفرنسية
في عام 1792 ، انتقل من مدرسة برين (التي حذفت) إلى مدرسة المدفعية بتشالون، كطالب ملازم . وجد هناك، لا سيما Haxo ، Marmont ، Duroc ، و Paul-Louis Courier .
في عام 1793 ، كان ملازمًا للمدفعية، وشارك في العمليات حول ساحات Quesnoy و Landrecies و Charleroi و Valenciennes و Condé و Maastricht . في بداية عام 1794 ، حصل على رتبة نقيب وتم إرساله إلى جيش نهر الراين، ثم بقيادة مورو .
قضى عدة سنوات في جيش نهر الراين. قاد مدفعية الجنرال ديكان . في 1797 عين قائدا للفرقة 2 و 3 المدفعية على ظهور الخيل .

### القنصلية والإمبراطورية
في عام 1800 ، تزوج من فرانسواز كارولين فون موغلينج.
في عام 1802 تمت ترقيته إلى رتبة قائد السرب وكان مسؤولاً عن تدريب معسكرات المدفعية الاحتياطية. تم تعيينه عام 1804 ، تم تعيينه في حديقة المدفعية العامة، وقام لاحقًا بحملة أوسترليتز ، كمفتش عام في قطار المدفعية، ثم في 29 نوفمبر 1806 أصبح نائب رئيس أركان الجنرال سونجيس، القائد الأعلى لمدفعية الجيش. العقيد في 12 يناير 1807 ، تميز في بروسيا خلال معارك إيلاو وفريدلاند .
بعد ذلك بفترة وجيزة، أرسله الإمبراطور إلى إسبانيا حيث بدأ تحت قيادة المارشال لان في حصار سرقسطة . بعد استسلام المدينة، أوكلت إليه قيادة المدفعية من 3 ، يصبح جيش أراغون . العميد في عام 1809 ، ترأس قيادة الجنرال سوشيت في مقر ليدا ، طرطوشة، ميكينينزا ، ساجونتو وتاراغونا . بعد الاستيلاء على تاراغونا، التي قاومت خمسة اعتداءات، أطلق عليه الإمبراطور لقب التقسيم العام . لقد تبع المارشال سوشيت قبل فالنسيا ، الذي ألزمه، بنيران مدفعيته، بفتح بواباته، ووضع في حالة الدفاع جميع الأماكن التي كانت موجودة في قيادة دوق البوفيرا الشاسعة.
في عام 1813 ، بعد فشل نابليون في روسيا وألمانيا، يجب على الفرنسيين إخلاء شبه الجزيرة ؛ على الرغم من الجهود التي بذلتها الجيوش الأنغلو-إسبانية والسكان المرتفعون، فقد تمكن من الحفاظ على المعدات الهائلة للقوات الفرنسية في إسبانيا وإعادتها إلى فرنسا. لإظهار امتنانه، جعله نابليون يعول على الإمبراطورية بموجب مرسوم مؤرخ في سواسون في 12 مارس 1814 ، (كان بالفعل بارعًا للإمبراطورية منذ 13 فبراير 1811).

### استعادة

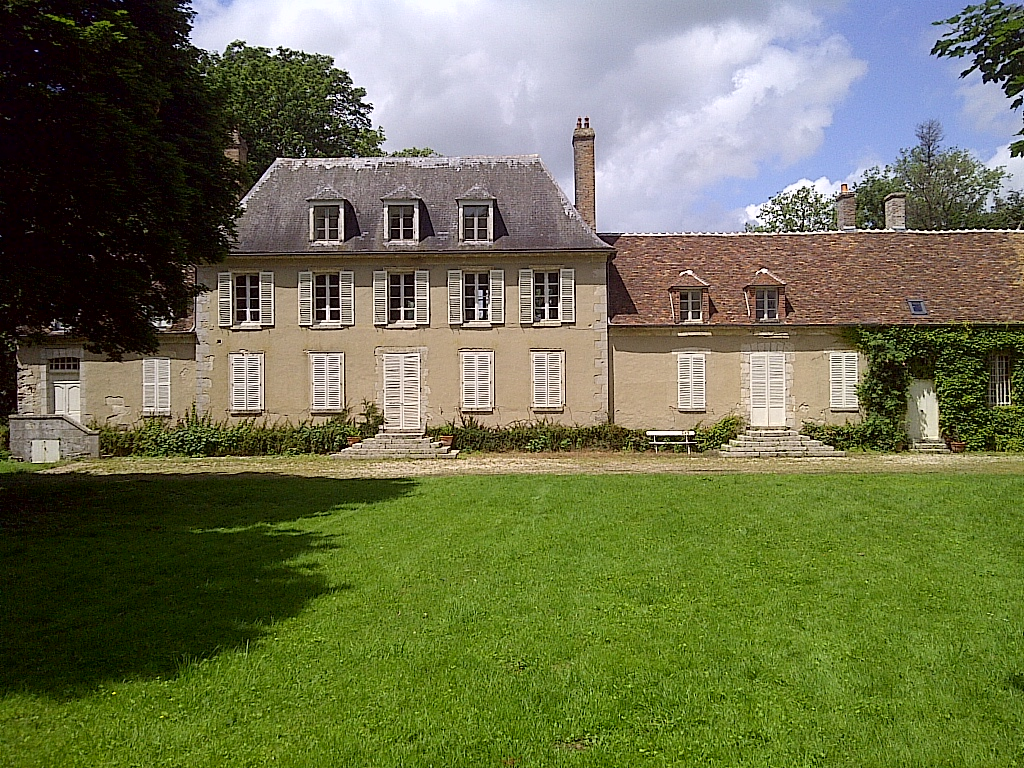
قلعة Pin ، الإقامة الثانوية في Valée التي تم الحصول عليها في عام 1821

#### السنوات الأولى (1814-1821)
ثم تم تعيينه مفوضًا غير عادي للتعامل مع تسليم الساحات الإسبانية في 26 أبريل 1814.
خلال المائة يوم ، اتهمه الإمبراطور بتسليح باريس التي كان على الجنرال هاكسو أن يضعها في حالة دفاع.
في عام 1818 تم إلغاء مكان المفتش العام الأول للمدفعية الممنوح للجنرال سوربير في عام 1814 ؛ يتم تسليم صلاحياتها إلى لجنة من مديري هذا السلاح، والتي أصبحت أهميتها كبيرة ؛ ودعا الامين العام للValee الجنرال Gouvion سان سير، وزير الحرب، للعمل في هذه اللجنة، ولمدة خمس سنوات، زملائه اختاره مقررا من جلسات العمل الخاصة بهم . الذي دعا في عام 1818 ليكون جزءا من لجنة الدفاع عن المملكة، فإنه يجعل اعتماد نظام عام للتسلح للمعاقل والسواحل الهائلة من الغرب والجنوب.
في عام 1821 ، استحوذ على Château du Pin في Mérinville في Loiret.

#### إعادة تنظيم المدفعية من قبل فالي
في عام 1822 أنشأت الحكومة له لقب ووظائف مفتش الخدمة المركزية للمدفعية.
من عام 1822 إلى عام 1830 ، كرست Valée نفسها بلا كلل لتصميم وتنفيذ خطة تحسين المدفعية الواسعة، التي تم نشرها عام 1827. يجعل المدفعية أكثر قدرة على الحركة ويبسط نظام البناء على سبيل المثال، في المواد الحقلية، يتم تقليل القطع 6 و 8 و 12 إلى 8 و 12 ؛ يتم تثبيت جميع الأجزاء على أربع عجلات من نفس النموذج ونفس الحجم. لتسهيل المسيرة ونقل القطع، يصبح شكل القطارين مستقلين عن بعضهما البعض بشكل جديد ؛ يمكن أن تمر القطع في أضيق المسارات، تقصرها وتقريبا على نفسها ؛ تلقى كل منهم مربع، وضعت على الساعد، كان لا ينفصل وكافي للضروريات الأولى للقتال. وسرعان ما وسع الجنرال فالي نفس الأفكار لحصار معدات المدفعية والحرب الجبلية.
يتم نقل مصانع الأسلحة الفرنسية الموضوعة بالقرب من الحدود، بناءً على اقتراحه، إلى المناطق الداخلية في Saint-Etienne في Chatellerault . لتصنيع المسحوق، تحل عجلات الطحن محل النمط القديم للتكسير.
تتم إزالة جثة قطار المدفعية. كانت مهمته إجراء القطع على الأرض، حيث ظل بلا حراك في منتصف الرصاص والرصاص. كان لدى فالي، التي أصابها إزعاج تقسيم المدفعية إلى ثلاثة فرق، فكرة إعطاء الموظفين المواد، والوحدة التي فاتتهم دائمًا. تصبح البطارية كاملة، حيث يطيع السائقون والمدافع الموضوعة تحت نفس الظروف، نفس الضابط. كل فوج مدفعي لديه نفس العدد من بطاريات القدم والحصان. البطاريات القدم تلقي الخيول. يُطلب من الضباط والجنود إكمال تدريبهم الحربي أثناء السلام .

#### عام 1830
من أجل مكافأة خدماته، تعيد له تعيين وكرامة المفتش العام الأول، ويعينه الملك تشارلز العاشر نظيرًا وراثيًا للمملكة، بموجب مرسوم بتاريخ 27 يناير 1830.
عندما تم تحديد بعثة الجزائر العاصمة في بداية عام 1830 ، تم تكليف لجنة مؤلفة من أكثر الضباط خبرة في القوات البرية والبحرية بدراسة الصعوبات وإعداد خطة الحملة. تعتقد فالي أن الشركة من المحتمل أن تكون ناجحة ؛ ثم يستخدم نشاطه لتنظيم خدمة المدفعية. إن حملة الجزائر ناجحة حقاً.

### يوليو الملكية
بعد ثورة 1830 ، تم إلغاء تشغيل أول مفتش عام للمدفعية. فالي تنسحب إلى اللوار وتكرس نفسها للزراعة ؛ ثم يتم استدعائه إلى الخدمة من قبل النظام الجديد في عام 1834 تم تعيينه عضوًا في مجلس الدولة، وعضوًا في اللجنة المسؤولة عن الأمور المتعلقة بتصنيع المسحوق وبيع الملح، ثم عاد في النهاية إلى مجلس الأقران.

## الحاكم العام للجزائر (1837-1840)

### حملة قسنطينة وما بعدها

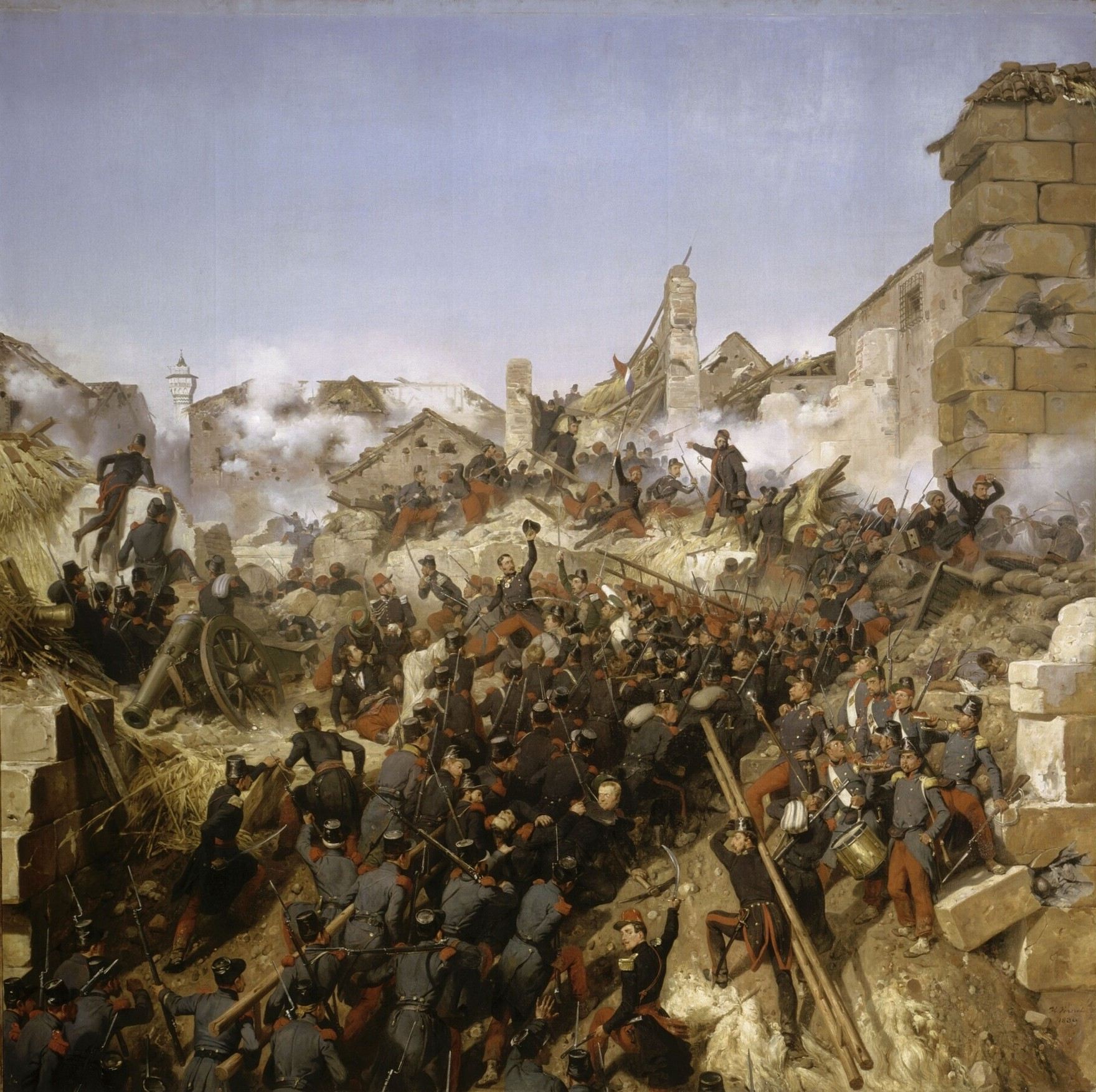
القبض على قسطنطين. 13 أكتوبر 1837 بواسطة هوراس فيرنيت ، 1838.

في عام 1837 كان مسؤولاً عن المدفعية والهندسة لبعثة القسطنطينية الثانية إلى الجزائر. لكن القائد الأعلى دامريمونت قتل في اليوم السابق للهجوم بجانب دوق نمور ، فاليه يحل محله وينفذ عملية الاستيلاء على المدينة ؛ في هذه الأخبار، يعيّن لويس فيليب الحاكم العام للجزائر فاليي ويرسل إليه عصا المارشال الفرنسي .
بعد ذلك يتم تقديم محافظة قسنطينة في أقل من عامين، ويتم تنظيمها وإدارتها بطريقة يتم بها النظر إلى ضريبة منتظمة دون أدنى مقاومة، ويمكن للمسافر السفر دون حراسة.

### التوترات مع عبد القادر
الحكم على استئناف لا مفر منه من القتال مع عبد القادر ، والشعور بالحاجة إلى تعزيز الأماكن الفرنسية في محافظات وهران و الجزائر العاصمة ، Valee تقدم الحكومة لاحتلال مدينتي القليعة و البليدة .
على الرغم من أن الأمير يستشهد بمعاهدة تفنة الموقعة في عام 1837 ، إلا أن المارشال يحتل هاتين المدينتين في أيار / مايو 1838 ، على الشفا على الحدود الفرنسية للغرب ؛ في الشرق، أسس معسكرات في فوندوك وعلى ضفاف وادي قدورة . يستخدم الخريف والشتاء لتنظيم مقاطعة بون .
في بداية عام 1839 ، بعد تقاعد مجلس الوزراء في 12 مايو، أرسل المارشال فالي استقالته ؛ لكن الملك والمارشال سولت يقنعه باستئنافه.
في بداية خريف عام 1839 ، قام فالي بتطبيق خطته للاحتلال النهائي لمجموعة سطيف وللحصول على تقديم القبائل التي يعمل عليها عملاء عبد القادر. في 27 تشرين الأول (أكتوبر) ، عبر الجيش الفرنسي مرور البوابات الحديدية في منطقة القبائل . إن هذا التوغل في إقليم يخضع لإدارة عبد القادر هو أصل استئناف الحرب، حيث اعتبرها الأمير انتهاكًا خطيرًا لمعاهدة تفنة. وبضغط من القبائل للرد، يحذر عبد القادر السلطات العسكرية الفرنسية من استئناف القتال.

### حملة 1839-1840
وكان الأمير الملكي جزءًا من الحملة ورافق المشير في نوفمبر. عبر، في 24 ، و Chiffa دون تصريح مسبق. كانت قوة الجيش الفرنسي في الجزائر آنذاك 43 000 رجل، منهم 35000 فقط تحت العلم. قام الأمير بتجميع جميع قوات المشاة وسلاح الفرسان المنتظم له، ووحدات عديدة من القبايل ، وألعاب القوى في ولاية تيري وجزء من الجزائر العاصمة . استعد المارشال لمهاجمته بجثة مكونة من 3 000 رجل. تم الدفاع عن المشاة العربية من خلال الجرف الذي يصعب الوصول إليه. في 31 كانون الأول (ديسمبر) ، وجه المارشال العرب إلى السهل أمام بوفاريك ، وهو ليس بعيدًا عن مسار الشفة، وهرعوا بهم مع حربة دون أن يتركوا طلقة واحدة، وسرعان ما حصلوا على النصر الكامل . دمرت كتائب الأمير النظامية. تقع أعلامه ومدفعيته بالكامل في أيدي الفرنسيين. أمير نفسه في حالة فرار، إرجاع أطلس ، وValee، وطاعة فصل الشتاء، تعلق عملياتها وعاد إلى الجزائر .
يريد المشير القديم أن يجعل الأمير حربًا صبورًا وعنيدة، لإبادة مؤسساته الرئيسية، لوضع القوات والسلطات الفرنسية في المراكز العسكرية والتجارية، على خط موازٍ من قسنطينة إلى تلمسان ، للتجمع في كل من هذه المراكز حامية قوية بما يكفي لرسم عمود من 3 إلى 4 000 رجل، يقصد به قتال أو تأجيل القبائل حسب الحاجة. هذه هي خطة الحاكم العام، والتي منحتها الحكومة في مايو 1840 موافقة كاملة ؛ تم زيادة قوة الجيش إلى 57 000 رجل.
التقسيم الأول كان يجب أن يكون بقيادة دوق أورليانز ؛ في نهاية فبراير احتل المارشال شرشل . اختار عبد القادر الموقف الممنوع لمرور المزة الذي كان لا يزال محصنًا. لكن وزارة 1الأول {{{1}}} مارس حلت محل وزارة 12 مايو. أمرت الحكومة الجديدة الحاكم العام بإرسال بعض القوات التي احتجزها في ولاية وهران إلى الجزائر العاصمة. تم تغيير خطة الحملة بالكامل. انقسمت الآراء في المجلس، واعتمدت مرة أخرى خطط فالييا، للحظة المؤجلة. غادر دوق أورليانز للذهاب إلى منصبه، ورافقه شقيقه دوميه. كانت هذه الحملة مجيدة. تنافس الأمير الملكي ودوق دامالي مع الذكاء والشجاعة. بعد رحيل هؤلاء الأمراء الشباب في 27 مايو، واصل المارشال الهجوم، وعندما عاد إلى الجزائر في 5 يوليو، كان قد دفع الأمير إلى ما وراء الأطلس، ودمر أفضل قواته، واحتلت بشكل دائم تشيرشيل، المدية ، ميليانا ، وعاقبت، في منازلهم، القبائل المضطربة التي تحيط بـ Mitidja . ثم قام بثلاث محاولات استعمار جديدة ناجحة في البليدة وشرشل وكوليا .

### مشاريع الحاكم العام
لكن معاهدة لندن في 15 يوليو غيرت موقف فرنسا في أوروبا . في حالة الاحتمالات التي قدمت المستقبل، يجب على المارشال التخلي عن جميع خطط التوسع في أفريقيا لرعاية الحفاظ على الممتلكات المكتسبة. لقد قام بصياغة غلاف جديد للجزائر وسلسلة من القوى المنفصلة للدفاع عن النهج. كلف لجنة لفحص نظام السدود التي قدمها المهندسون البحريون، ويشير هو نفسه إلى العمل الذي يتعين القيام به للدفاع عن ميناء الجزائر وتشكيل بطارية هائلة من شأنها أن تمنع أساطيل العدو من اقترب من المباني الرطبة في الميناء. في حالة الهبوط في سيدي فيروش وحصار العاصمة، يريد المشير أن يجعل المدية العاصمة العسكرية للجزائر. في هذه المرحلة، حشد قواته لاستعادة الجيش الغازي ورفع الحصار عن الجزائر العاصمة. كان قد درس النظام المراد تبنيه من أجل تحصينات المدية والدفاع عن الأطلس، الذي يريد بعد ذلك إحضاره إلى العاصمة، في حالة الحرب الأوروبية، عندما يبلغه إيفاد وزاري بأنه لا أكثر حاكم الممتلكات الفرنسية في أفريقيا. للمرة الثالثة منذ عامين، تم تغيير الوزارة في فرنسا.

## السنوات الأخيرة
في 18 يناير 1841 ، غادرت فالي الجزائر. يصبح رئيسا للجنة تسليح باريس.
توفي في باريس في 15 أغسطس 1846 ، وعمره 72. تودع رفاته في فندق des Invalides ، ويأمر الملك بوضع تمثاله في فرساي .

## شعارات النبالة
| شخصية | أذاع |
|       | البارون فالي والإمبراطورية (13 فبراير 1811) أزور، إلى برج من الذهب إلى أذكى، يعلوه ثلاثة أبراج من نفس جُلُس، ومفتوحة ومثقبة، وحجر رمل، وشيخ أسد، أو يحمل صاعقة من نفسه، ويعلوه فرع من الرمان الذهبي، فاكهي من نفسه، وتعيين في fess ؛ حي البارونات العسكرية الصدع. |
|       | أسلحة الكونت فالي، نظير فرنسا ( يوليو الملكية ) أزور إلى بال الفضة رست مع النسور 2 مواجهة مع الذهب. |

## التمييز

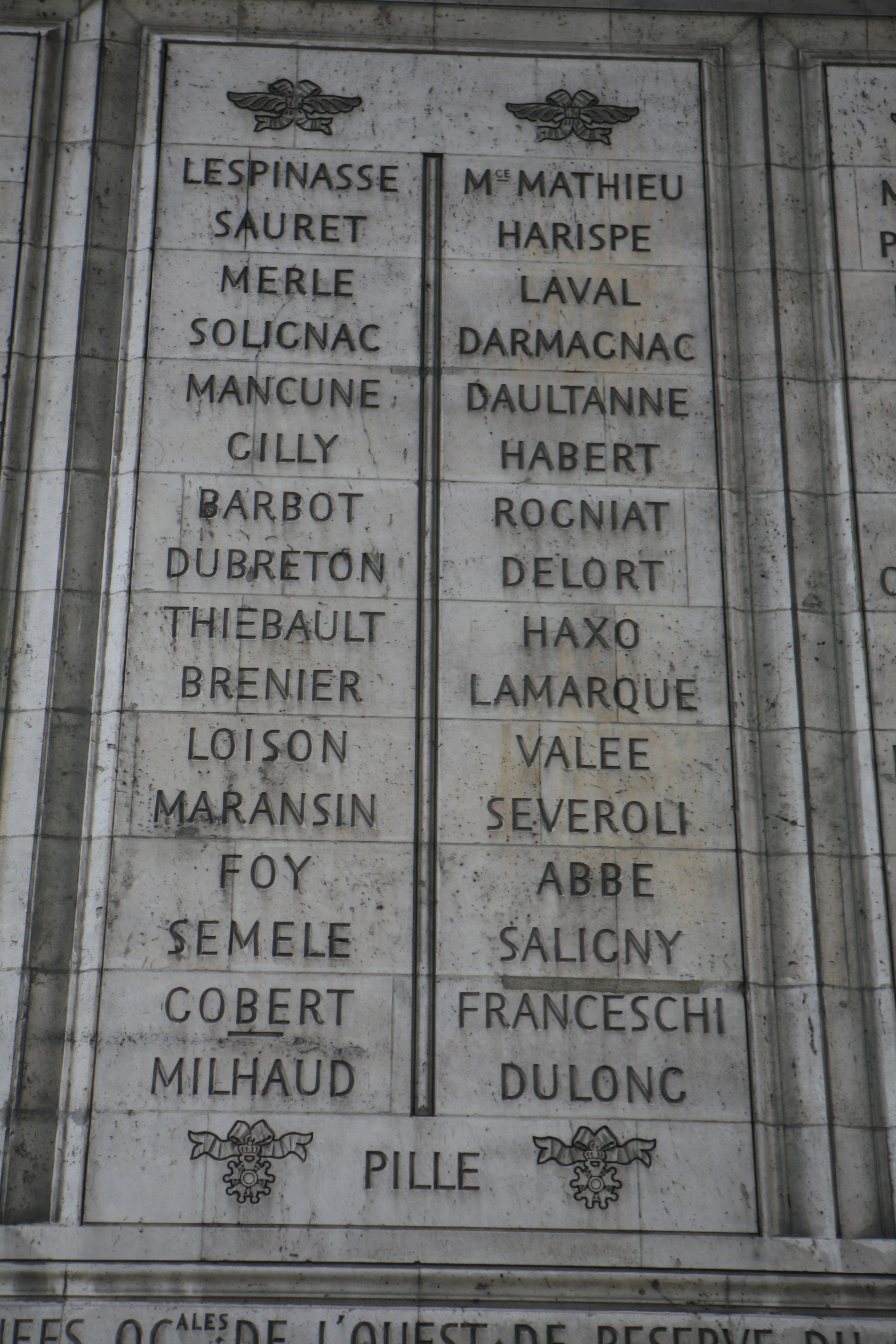
أسماء محفورة تحت قوس النصر للنجمة nbsp; : الغرب عمود ، 35 و 36.

- إنه أحد الشخصيات الـ 660 التي نقشت أسماءهم تحت قوس النصر . ويبدو على 36 ( VALEE ).